# فردریک آلفرد پیل
فردریک آلفرد پیل (انگلیسی: Frederick Alfred Pile; ۱۴ سپتامبر ۱۸۸۴ – ۱۴ نوامبر ۱۹۷۶) فرد نظامی اهل بریتانیا بود. وی همچنین برندهٔ جوایزی همچون صلیب نظامی شده‌است.